# Willem Kick

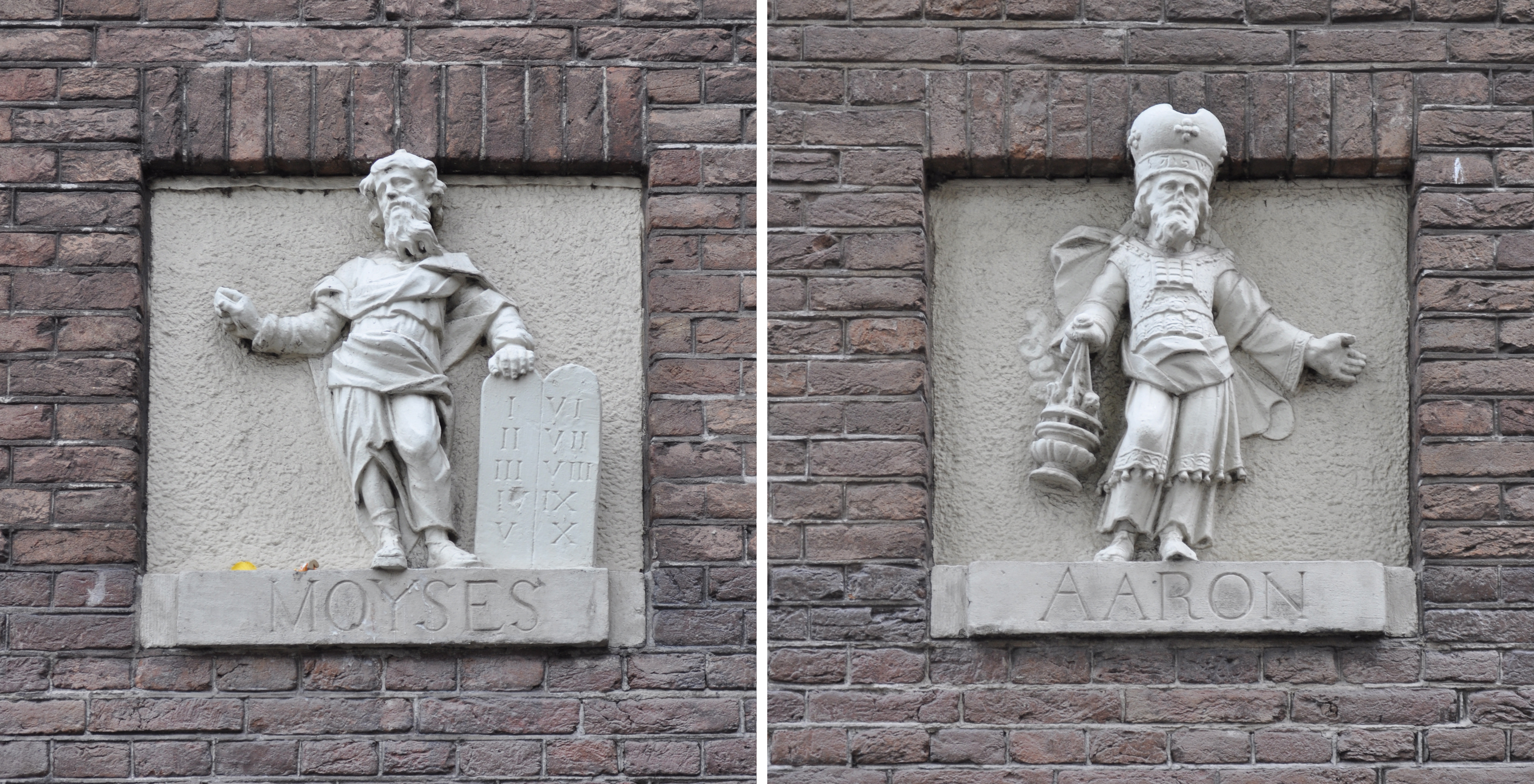
De gevelstenen in de achterkant van de Mozes en Aäronkerk

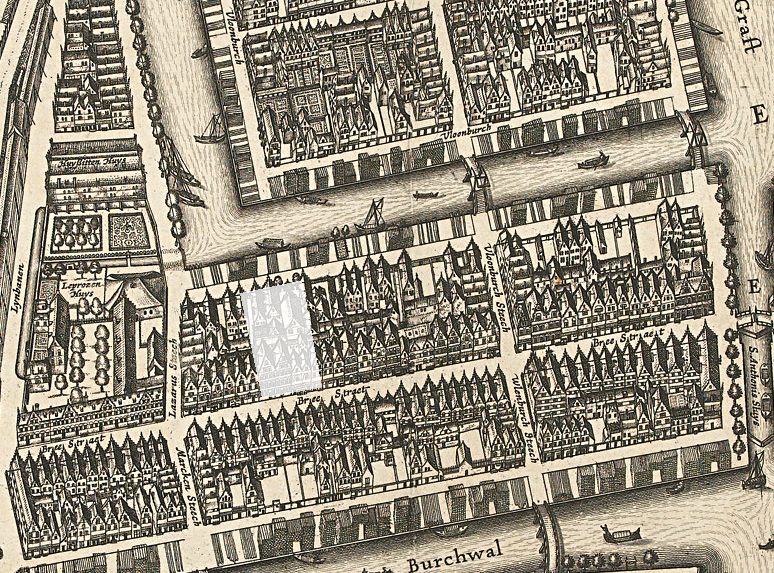
De Breestraat (nu Jodenbreestraat) in Amsterdam in 1625. De grijze rechthoek geeft de locatie aan van de huidige Mozes en Aaronkerk. De Vloonburch Steech heet nu Houtkopersdwarsstraat. Het Noorden ligt rechts-onder

Willem Willemsz Kick (Breda, 1579 - Amsterdam, 17 oktober 1647) was een plaatsnijder, koopman, prentkunstenaarm goudleermaker en producent van een imitatie van Japans lakwerk. Tevens was hij werkzaam als schoolmeester en notaris. Hij woonde en werkte in de Amsterdamse Jodenbreestraat.

## Biografie
Willem Kick was de zoon van Willem Anthonisz. Kick en Elisabeth Pauwelsdr de Wilde. Hij trouwde op 8 december 1602 in Delft met Pietertgen Sijvertsdr, met wie hij vier kinderen zou krijgen: Anna (1612), Lijsbet (1614), Maria (1618) en Johannes (1622).
Van 1598 tot 1602 werkte Kick als schoolmeester en notaris in Delft. In 1603 werkte hij als plaatsnijder in Den Haag.
Op 8 oktober 1609 verkreeg Willem Kick octrooi voor "de conste van allerhande lackwerken in dese landen te maecken in vougen als alhier vuyt OostIndien wordt gebrocht". De originele lak was afkomstig uit Azië maar kon niet worden ingevoerd, waardoor Kick zelf een procedé ontwikkelde dat het Japanse lakwerk imitterde.
In 1612, toen zijn dochter Anna werd gedoopt, bevond hij zich in Indië. Op 31 mei 1619 verkreeg hij een tweede octrooi voor twaalf jaar, ditmaal voor het aanbrengen van lakwerk op metaal.
Al in 1614 was hij eigenaar van een erf op de Houtgracht en is de achterbuurman van Gerrit de Modderman. Rond 1621 kocht hij nog een erf aan de Houtgracht, tegenover Vlooienburg, en in 1623 een huis in de Breestraat. Het huis op de Joden Houttuinen werd betrokken door de vader van Baruch Spinoza. De twee huizen zijn in 1639 als onderpand opgevoerd door de goudleermaker Hans le Mair, zijn zwager.
Nadat Willem Kick was gestorven - hij werd begraven in de Zuiderkerk - verkochten de erfgenamen de twee panden, waarvan een Aäron in de gevel had, in 1648 aan de moeder van Nicolaes van Bambeeck.
Willem Kick was de vader van Johannes Kick, een predikant in Loenen; de halfbroer van de schilder Simon Kick; de zwager van Willem Cornelisz. Duyster.